# 제18회 제천국제음악영화제
제18회 제천국제음악영화제는 2022년 8월 11일에 열린 시상식이다.

## 수상 및 후보

### 대상
- 사이렌 - 리타 바그다디 수상

### 심사위원 특별상
- 포저 - 오리 세게프 외 1명 수상

### 경쟁부문: 한국경쟁 작품상 – 장편
- 버텨내고 존재하기 - 권철 수상

### 경쟁부문: 한국경쟁 작품상 – 단편
- 언니를 기억해 - 조하영 수상

### 제천영화음악상
- 저스틴 허위츠 수상

### 음악영화 제작지원-제작지원금 5천 만원
- 너와 나의 5분 - 엄하늘 수상

### 음악영화 제작지원-제작지원금 3천 만원
- 룩킹포 - 김태희 수상

### 경쟁부문-국제경쟁
- 캘린더 걸즈 - 마리아 루후부드
- 우당탕탕 오케스트라 - 임마놀 진쿠네기 외 1명
- 로랑 가르니에: 오프 더 레코드 - 가빈 리부아
- 룩 앳 미: XXX텐타시온 - 사바 폴라얀
- 지굴리 밴드의 벌거벗은 진실 - 빅토르 보쥐노프
- 나씽 컴페얼즈 - 캐스린 퍼거슨
- 아더 피플 - 알렉산드라 터핀스카
- 포저 - 오리 세게프 외 1명
- 시리어슬리 레드 - 그레이시 오토
- 사이렌 - 리타 바그다디
- 스무 살의 소울 - 아키야마 준

### 경쟁부분-한국경쟁
- 디바 야누스 - 조은성
- 오랜만이다 - 이은정
- 나의 여신 - 최자영
- 버텨내고 존재하기 - 권철
- 버스킹 - 임승민
- 흐드러져, 칸나 - 김민진
- 프리스피릿 - 정제현
- 허리케인캐스퍼 - 전아현
- 뤼미에르 - 복운석
- 피라 - 박지현
- 언니를 기억해 - 조하영
- 천변의 악사들 - 강경태
- 제 2의 언어 - 김은서
- 낮은 목소리 - 박영광
- 그 애와 나랑은 - 임진희
- 언제가 가장 좋았어요? - 신이수
- 원더풀 투나잇 - 김영조

### 영화와 음악
- 신과함께-죄와 벌 - 김용화
- 자산어보 - 이준익
- 주먹이 운다 - 류승완
- 후 아 유 - 최호
- 엘비라 마디간 - 보 비더버그
- 라스트 왈츠 - 마틴 스코세이지
- 무뢰한 - 오승욱
- 공작 - 윤종빈
- 헤어질 결심 - 박찬욱
- 가와이타 하나 - 시노다 마사히로
- 겟 카터 - 스티븐 T. 케이
- 서스페리아 1977 - 다리오 아르젠토
- 앙코르 - 제임스 맨골드

### 사운드 앤 비전
- 피아노 프리즘 - 오재형
- 리와인드 & 플레이 - 알랭 고미
- 기다림 - 아돌프 엘 아살
- 네온의 유령 - 레오나르도 마르티넬리
- 선 찬트 - 비비안 오스트로프스키

### 오버 더 레인보우
- 미라클 벨리에 - 에릭 라티고
- 코다 - 션 헤이더
- 불의 전차 - 휴 허드슨
- 드림걸즈 - 빌 콘돈
- 라라랜드 - 데이미언 셔젤
- 아기공룡 둘리 - 얼음별 대모험 - 김수정
- 천 명의 락커, 하나의 밴드 - 아니타 리바로일
- 웨스트 사이드 스토리 - 제롬 로빈스 외 1명
- 웨스트 사이드 스토리 - 스티븐 스필버그

### 메이드 인 제천
- 오늘의 장내 - 이호현
- 새는 날아간다 - 김효경
- 나를 찾아서 - 황동욱
- 귀타 - 원유 외 1명

### 스페셜 프레젠테이션
- 빌 머레이와 얀 포글러의 뉴 월드 - 앤드류 무스카토
- 로즈. 필름-캬바레 - 이리나 스테첸코
- 비바 마에스트로 - 테드 브라운

### 다이나믹스-장편
- 베르겐 - 카너 알퍼 외 1명
- 낮과 달 - 이영아
- 디오: 꿈꾸는 자는 죽지 않는다 - 돈 아고트 외 1명
- 삼바의 신: 에우톤 메데이로스 - 페드로 무라드
- 왼손의 피아니스트 - 고든 퀸 외 1명
- 끼까 - 안나 파빌레닌
- 라트라비아타, 나와 내 형제들 - 요한 만차
- 사랑해 주세요 그리고 버려요 - 정진수
- 꿈을 빌려드립니다 - 켄조 맥커튼
- 미하 - 이사벨 카스트로
- 윤시내가 사라졌다 - 김진화
- 내 이름은 졸자야 - 곽동철
- 친애하는 애정하는 - 마리아 알바레즈
- 듣보인간의 생존신고 - 김아현 외 1명
- 파나쉬 - 크리스토프 벨
- Planet A - 이하루
- 프리티 우먼의 로이 오비슨 - 스티브 콜
- 런 레이븐 런 - 마이클 레이닌
- 미싱타는 여자들 - 이혁래 외 1명
- 샤부 - 샤미라 라파엘라
- 사랑에 관한 노래 - 토마슈 하보우스키
- 침묵과 기억 - 최세진
- 워너비즈 - 조나단 바레
- 그래서 우리는 춤춘다 - 스테파노 타이
- 윈터 송 - 실바나 라짜로

### 다이나믹스-단편
- 심연 - 문근영
- 아코디언 연주자 - 마르셀로 피텔 외 1명
- 불안 - 요리코 미즈시리
- 발로라 - 압돌가데 칼레디
- 꿈에 와줘 - 문근영
- 베몰 - 오아나 라크루아
- 베스티아 - 위고 코바루비아스
- 두드리면 타악기 - 울프 슈태거
- 공백 - 신시정
- Butch up! - 이유진
- 위니 만델라를 노래하라 - 실레 흘로페
- 크로노러비 - 빅토르 세스카 외 1명
- 커밍 홈 - 나임 나이프
- 댄스마타 - 반자 빅터 카비르 토골라
- 벗어나지 마 - 리오나흐 니 그리어
- 드림 다이버 - 조나스 방
- 길에서 우연히 전 여자친구를 만났다 - 김선웅
- 체온계를 든 소녀 - 구오 롱페이
- 버킷 - 김보영
- 해피해피 이혼파티 - 남순아
- 머리사냥족의 딸 - 돈 조세푸스 라파엘 에블라한
- 반드시 - 플라비오 루카 마라노 외 1명
- 금정굴 이야기 - 전승일
- 시계공의 시간 - 다니엘 즈베레프
- 그곳에서 만나요 - 알렉산더 파라
- 산의 노래 - 양샤오
- 음악은 나의 피난처 - 티에르노 세이두 누로 시
- 나의 라다크 - 카르티키 다스
- 네버 네버 랜드 - 허정재
- 격리는 아냐 - 줄리앙 리
- 빌뉴스의 시간 - 에이트비다스 도슈쿠스
- Remember Me - Kerstin Hamburg 외 2명
- Sangoma - Aline Fernandes 외 3명
- 없는 노래 - 윤솔지
- 현재진행형 - 문근영
- 빛 속에 머물러 - 다비드 알베스 다 실바
- 스테이크하우스 - 스펠라 카데즈
- 어 스토리 포 2 트럼펫츠 - 아만딘 마이어
- 거리의 시인 - 삼가르 라킴
- 선데이 모닝 - 브루노 리바이로
- 테크노, 마마 - 사울리우스 바라딘스카스
- 언니에게 - 김신호산
- 바그너의 지옥, 33분 - 후안 퀸타스
- Wet - Marianne 외 3명

### 한국영화사는 음악영화사다
- 작은 별 - 강문수
- 가수왕 - 김기덕
- 고향무정 - 박종호
- 사운드 오브 뮤직 - 로버트 와이즈